# أولاد دوكاد (أولاد حسين)
أولاد دوكاد هو دُوَّار يقع بجماعة الجعافرة، إقليم الرحامنة، جهة مراكش آسفي في المملكة المغربية. ينتمي الدوّار لمشيخة أولاد حسين التي تضم 10 دواوير. يقدر عدد سكانه بـ 1203 نسمة حسب الإحصاء الرسمي للسكان والسكنى لسنة 2004.

## روابط خارجية
- البوابة الوطنية للجماعات الترابية
- المندوبية السامية للتخطيط